# Indirana brachytarsus
Espèce
Synonymes
- Polypedates brachytarsus Günther, 1876

Statut de conservation UICN

 EN B1ab(iii) : En danger
Indirana brachytarsus est une espèce d'amphibiens de la famille des Ranixalidae.

## Répartition et habitat
Cette espèce est endémique du Sud des Ghâts occidentaux en Inde. Elle se rencontre entre 800 et 1 200 m d'altitude dans les États du Karnataka, du Kerala et du Tamil Nadu,.  
C'est une espèce terrestre vivant dans les forêts tropicales humides et les marécages. On peut la trouver en bordure de forêt mais jamais dans les zones cultivées.

## Description
Günther dans sa description fait état de deux spécimens mesurant 38 et 55 mm. Leur dos était brun tacheté de sombre et présentant une ligne longitudinal blanchâtre sur la moitié inférieure du dos.

## Publication originale
- Günther, 1876 "1875" : Third report on collection of Indian reptiles obtained by British Museum. Proceedings of the Zoological Society of London, vol. 1875, p. 567-577 (texte intégral).